# Sachalin (Lublin)
Pour les articles homonymes, voir Sachalin.
Sachalin (prononciation [saˈxalin]) est un village de la gmina de Żyrzyn du powiat de Puławy dans la voïvodie de Lublin, situé dans l'est de la Pologne.

## Histoire
De 1975 à 1998, le village est attaché administrativement à l'ancienne voïvodie de Lublin.

Depuis 1999, il fait partie de la nouvelle voïvodie de Lublin.